# Forsteronia simulans
Forsteronia simulans är en oleanderväxtart som beskrevs av R. E. Woodson. Forsteronia simulans ingår i släktet Forsteronia och familjen oleanderväxter. Inga underarter finns listade i Catalogue of Life.